# Składowice
Składowice (niem. Ziebendorf) – wieś w Polsce położona w województwie dolnośląskim, w powiecie lubińskim, w gminie Lubin.

## Podział administracyjny
| SIMC    | Nazwa   | Rodzaj     |
| ------- | ------- | ---------- |
| 0365500 | Zalesie | przysiółek |

W latach 1975–1998 miejscowość administracyjnie należała do województwa legnickiego.

## Historia
Pierwsza wzmianka o Składowicach znalazła się w bulli papieża Klemensa IV z 1267 roku, który wskazał je jako jedną z osad zobowiązanych do płacenia dziesięciny żeńskiemu klasztorowi cysterskiemu w Trzebnicy.

## Zabytki
Do wojewódzkiego rejestru zabytków wpisany jest zespół pałacowy z XVII–XX w., obejmujący pałac i park. Zespół pałacowy stanowił, do połowy XVII wieku, majątek rodu von Haugwitz; w roku 1652 został sprzedany przyrodoznawcy Janowi Jonstonowi, który po spaleniu protestanckiego Leszna przez wojska polskie w trakcie potopu szwedzkiego, spędził w Składowicach ostatnie 20 lat swego życia (1656–1675).